# 三重県道56号上野大山田線
三重県道56号上野大山田線（みえけんどう56ごう うえのおおやまだせん）は、三重県伊賀市内を通る主要地方道（三重県道）である。

## 概要
伊賀市街地から郊外に至る路線である。
かつては三重県道681号中村上野線だったが、1993年（平成5年）5月の主要地方道指定公布に伴い、1994年（平成6年）4月1日に三重県道56号上野大山田線へ改称された。
伊賀市の中心街、上野市駅前から南下し上野恵美須町で東進して緑ヶ丘の住宅地に向かう。緑ヶ丘本町で再び南に進路を変え、名阪国道友生ICと連絡、以降長閑な風景に変わっていく。喰代（ほおじろ）で北上して、旧阿山郡大山田村の中心地区・平田で終点となる。

### 路線データ
- 起点：伊賀市上野丸之内（丸之内交差点）
- 終点：伊賀市平田（伊賀市大山田支所前）
- 総延長：12.929 km[要出典]

## 歴史
- 1993年（平成5年）5月11日 - 建設省（現・国土交通省）から、一般県道中村上野線が上野大山田線として主要地方道に指定される[1]。
- 1994年（平成6年）4月1日 - 三重県が一般県道681号中村上野線を廃止し、主要県道56号上野大山田線を認定。
- 2021年（令和3年）8月30日 - 伊賀市蓮池地内の道路改良工事 (260 m) 完成[2]。

## 路線状況

### 利用状況
平日12時間交通量
伊賀市下友生 7,779台

## 地理

### 通過する自治体
- 伊賀市

### 交差する道路
- 国道25号（国道163号 重複）（起点）
- 名阪国道（国道25号）友生IC
- 三重県道153号依那具市部線・三重県道154号依那具荒木線（伊賀市下友生）
- 国道163号（伊賀街道）、三重県道2号伊賀青山線（終点）

### 沿線にある施設など
- 伊賀市役所本庁舎
- 伊賀鉄道伊賀線
  - 上野市駅
  - 茅町駅
- 上野商工会議所
- 北伊勢上野信用金庫
  - 上野営業部
  - みなみ支店
  - 緑ヶ丘支店
- イオン伊賀上野店
- 上野税務署
- 百五銀行上野支店緑ヶ丘出張所
- 伊賀市立上野東小学校
- 伊賀市立緑ヶ丘中学校
- 友生郵便局
- 大山田公民館（伊賀市上野図書館大山田図書室）
- 伊賀市役所
  - 友生地区市民センター
  - 大山田支所